# Inyoïta
La inyoïta és un mineral de la classe dels borats que rep el seu nom del lloc on va ser descoberta l'any 1914, al Comptat d'Inyo, Califòrnia (Estats Units). Pertany al grup inderita.

## Característiques
Químicament és un neso-triborat de calci, un borat molt hidratat. La seva fórmula química és CaB₃O₃(OH)₅(H₂O)₃·H₂O. Cristal·litza en el sistema monoclínic. Normalment es presenta en forma de cristalls prismàtics curts, tendint a tabulars; de vegades granular i massiva, en crostes i agregats esferulítics. La seva duresa a l'escala de Mohs és de 2, igual que el guix. S'extreu en les mines com a font de borats, barrejada amb altres minerals del bor als que sol estar associada.
Segons la classificació de Nickel-Strunz, la inyoïta pertany a «06.C - Nesotriborats» juntament amb els següents minerals: ameghinita, inderita, kurnakovita, inderborita, meyerhofferita, solongoïta, peprossiïta-(Ce), nifontovita i olshanskyita.

## Formació i jaciments
Apareix al llarg de fractures i recobrint cavitats en dipòsits sedimentaris de minerals de bor; pot ser autigènic en sediments de platja. Sol trobar-se associada a altres minerals com: meyerhofferita, colemanita, priceïta, hidroboracita, ulexita o guix.